# Cha Bum-kun

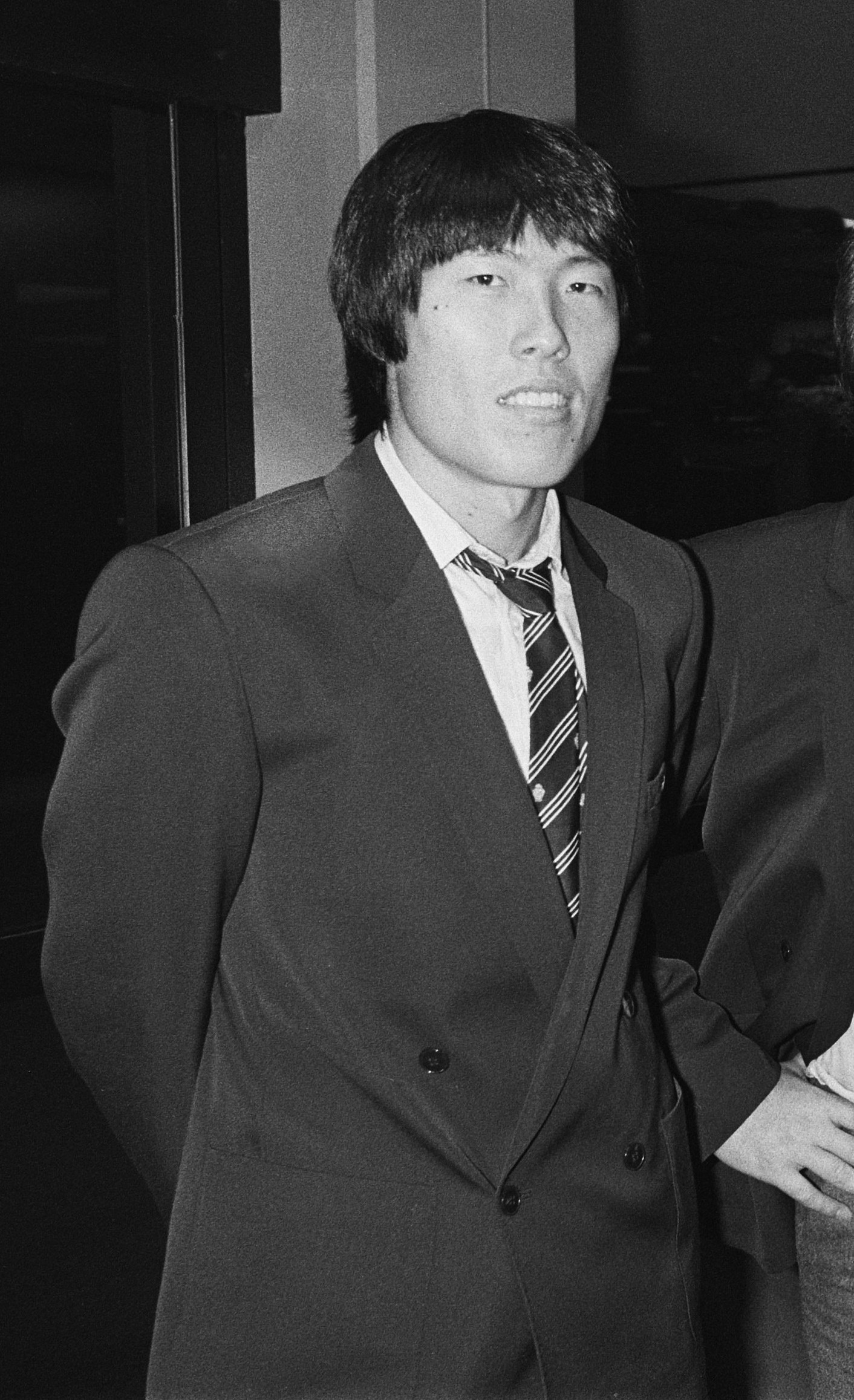
Cha Bum-kun

Cha Bum-kun, född 22 maj 1953 i Hwaseong i Sydkorea, är en manager och före detta sydkoreansk fotbollsspelare. Han är en av Sydkoreas största spelare genom tiderna med en framgångsrik karriär i Bundesliga och i det sydkoreanska landslaget där han gjort 121 landskamper och 55 landslagsmål.
I Tyskland blev han kallad Tscha Bum. I sitt hemland har han hyllats som en nationalhjälte.

## Meriter
- Sydkoreas fotbollslandslag
- UEFA-cupen: 1980, 1988

## Klubbar
- Bayer Leverkusen
- Eintracht Frankfurt
- SV Darmstadt 98